# Stefan Endraß
Stefan Endraß (* 25. März 1982 in Füssen) ist ein ehemaliger deutscher Eishockeyspieler. Endraß spielte eine Saison in der DEL mit den Augsburger Panthers und sammelte zwei Assists in 50 Spielen. Sein Bruder Michael ist ebenfalls Eishockeyspieler.
Seit Mai 2016 ist Endraß Geschäftsführer des EV Landshut.

## Karriere
Stefan Endraß begann seine Karriere im Nachwuchsbereich des TuS Geretsried, für dessen Herrenmannschaft er ab 1998 in der damaligen 2. Liga (vierte Spielklasse) aktiv war.
Im September 2009 erhielt er nach einem erfolgreichen Probetraining einen Einjahresvertrag bei den Augsburger Panthern.
Nach zwei weiteren Jahren in der Oberliga für den EC Bad Tölz und den ESV Kaufbeuren beendete er im Juni 2008 seine Karriere.
Anschließend ließ er sich zum Diplom-Kaufmann ausbilden und war später drei Jahre lang bei der Bayerischen Landesbank beschäftigt. Ab Oktober 2014 arbeitete er als Marketing-Direktor beim DEB. Parallel promovierte er an der Deutschen Sporthochschule Köln.